# Europejskie Stowarzyszenie Biometrii
Europejskie Stowarzyszenie Biometrii (European Asscociation for Biometrics, EAB) – stowarzyszenie non-profit z siedzibą w Bussum w Holandii, które promuje rozwój biometrii i jej odpowiednie wykorzystanie w Europie, w szczególności zgodne z prawem, z zasadami etyki, stymulujące rozwój technologiczny, zwiększające bezpieczeństwo obywateli i biznesu przy poszanowaniu prywatności.
Celem działalności stowarzyszenia jest wspieranie rozwoju właściwego i znaczącego wykorzystania biometrii z punktu widzenia interesu obywateli europejskich, przemysłu, środowisk akademickich, rządów i upoważnionych organizacji pozarządowych. 

## Historia
Stowarzyszenie zostało założone 17 listopada 2011 w Darmstadt w siedzibie Fraunhofer Institute for Computer Graphics Research. Powstało w ramach projektu Biometric European Stakeholders Network (BEST Network), finansowanego przez Komisję Europejską w ramach 7. programu ramowego w dziedzinie badań naukowych. Statut EAB był wzorowany na statucie CAST e.V. W działalność fundacji zaangażowanych było 14 instytucji z 10 różnych krajów europejskich. Interesy członków reprezentowane są przez zarząd.

## Organizacja
EAB jest stowarzyszeniem członkowskim, w którym zrzeszone są instytucje i firmy oraz osoby fizyczne z całej Europy. Obecnie w EAB jest ponad 200 członków. Stowarzyszenie jest aktywną siecią z krajowymi osobami kontaktowymi w większości krajów europejskich. Walne zgromadzenie corocznie zatwierdza zarząd, który reprezentuje stowarzyszenie na zewnątrz. Rada Doradcza EAB składająca się ze starszych członków społeczności doradza stowarzyszeniu w kwestiach strategicznych.
W specjalnych grupach zainteresowań, komitetach i grupach roboczych zajmujących się różnymi tematami, członkowie mają możliwość dyskutowania nad aktualnymi zagadnieniami. Wyniki są podsumowywane w dokumentach przedstawiających stanowisko lub w białych księgach i udostępniane opinii publicznej do dalszej dyskusji.

## Działania
EAB organizuje liczne konferencje, seminaria i warsztaty. Stowarzyszenie organizuje na przykład co roku we wrześniu konferencję European Research Projects Conference (EAB-RPC), na której przez dwa dni prezentowane są projekty finansowane przez Komisję Europejską w ramach jej ramowego programu badawczego, w których metody biometryczne odgrywają istotną rolę.
Aby promować młodych naukowców, stowarzyszenie przyznaje co roku nagrodę za badania i nagrodę branżową. Wybitne prace doktorskie są prezentowane i nagradzane przez wybrane jury. EAB jest aktywne w wielu dziedzinach, do których należą przede wszystkim dzielenie się wiedzą, wspieranie innowacji i tworzenie konkurencyjnego rynku biometrii w Europie. Stowarzyszenie EAB ma wkład w regulacje zwiększające interoperacyjność danych i w standardy, w szczególności w normy ISO dotyczące formatów wymiany danych. 
Wraz z organizacjami międzynarodowymi i rządami krajów europejskich, EAB jest partnerem koalicyjnym, wzywającym do ustanowienia 16 września Międzynarodowym Dniem Tożsamości

## Polscy członkowie

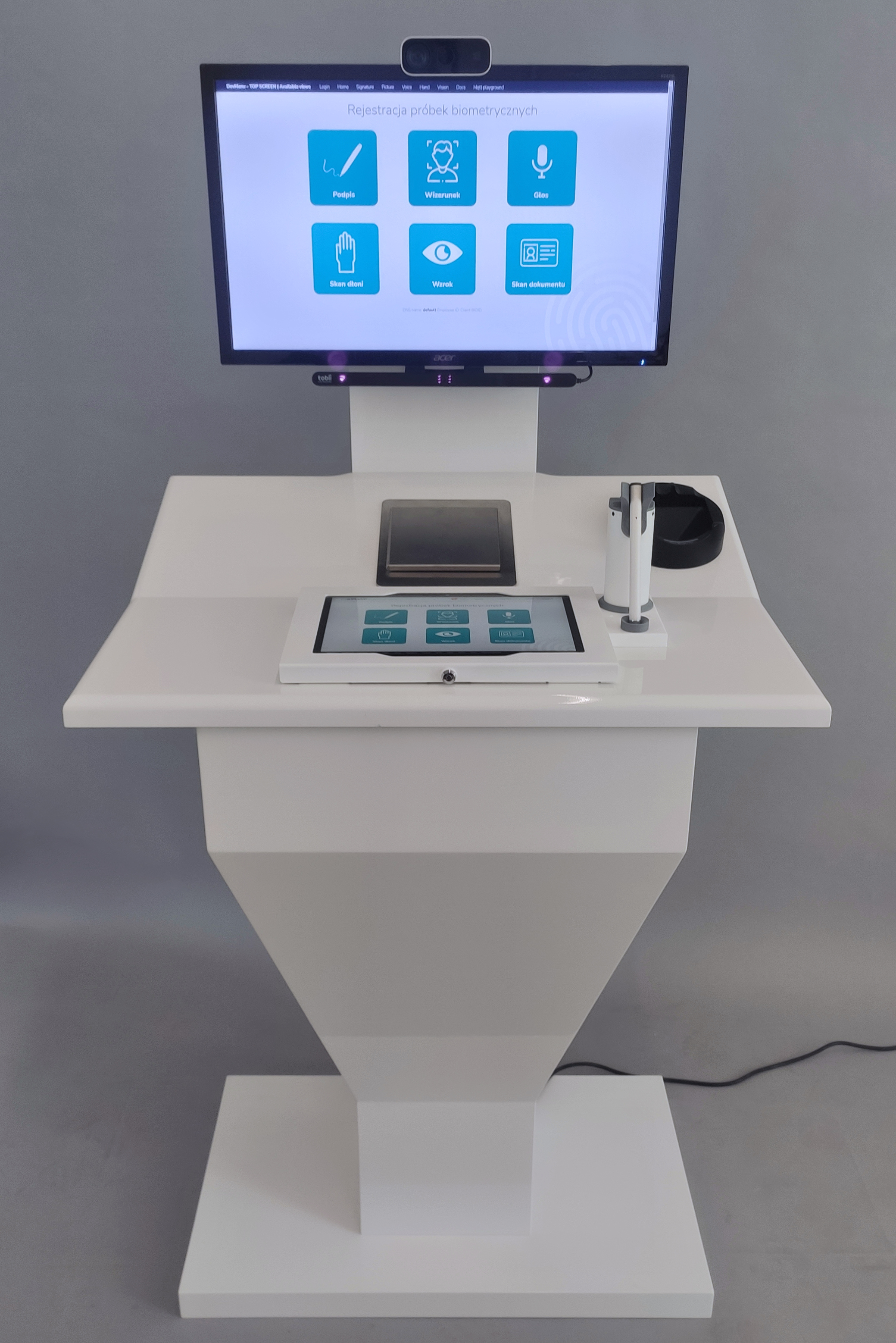
Wyspa biometryczna umożliwiająca uwierzytelnianie biometryczne przy pomocy badania wizerunku twarzy 2D i 3D, brzmienia głosu oraz weryfikacji odręcznego podpisu dynamicznego

W Europejskim Stowarzyszeniu Biometrii jest również reprezentowana Polska poprzez członkostwa indywidualne i zbiorowe. W 2019 do Stowarzyszenia EAB przystąpiła Politechnika Gdańska. W szeregach członków indywidualnych znajduje się kilkunastu polskich specjalistów, wywodzących się głównie ze środowiska akademickiego. Laboratoria biometryczne funkcjonują m. in w polskich uczelniach technicznych. W Politechnice Warszawskiej aktywny jest Zespół Biometrii i Uczenia Maszynowego, w Politechnice Łódzkiej Laboratorium Biometrii funkcjonuje w strukturze Centrum Technologii Informatycznych w Politechnice Poznańskiej zajmuje się tymi zagadnieniami Zakład Układów Elektronicznych i Przetwarzania Sygnałów, w Politechnice Białostockiej Laboratorium Biometryczne, w Akademii Górniczo-Hutniczej w Zespole Przetwarzania Sygnałów, w Wojskowej Akademii Technicznej. 
W Politechnice Gdańskiej laboratorium biometryczne funkcjonuje w Katedrze Systemów Multimedialnych na Wydziale Elektroniki, Telekomunikacji i Informatyki. Powstało ono w oparciu o współpracę projektową zespołu prof. Andrzeja Czyżewskiego z bankiem PKO BP, rozpoczętą w 2015. Wyniki pierwszego wspólnego projektu biometrycznego zrealizowanego we współpracy Politechniki Gdańskiej z największym polskim bankiem zostały opublikowane w 2018, a 26 stycznia 2021 postępy wspólnych projektów zostały przedstawione na forum EAB na seminarium zatytułowanym „Uwierzytelnianie tożsamości klientów banku w oparciu o biometrię multimodalną („Verification of Banking Clients Based on Multimodal Biometrics”).